# Vaccinium podocarpoideum
Vaccinium podocarpoideum är en ljungväxtart som beskrevs av Wen Pei Fang, Amp; Z.H. Pan och Q.Z. Lin. Vaccinium podocarpoideum ingår i Blåbärssläktet, och familjen ljungväxter. Inga underarter finns listade i Catalogue of Life.